# Ariadna Oltra i Martí
Ariadna Oltra i Martí (Barcelona, 15 de març de 1979) és una periodista i presentadora de televisió catalana.

## Biografia
Llicenciada en Periodisme per la Universitat Autònoma de Barcelona, Ariadna Oltra va començar treballant a Localia, Ona Catalana, Canal SET i, finalment, a Televisió de Catalunya (TVC).
Va presentar Els matins d'estiu, amb Espartac Peran, durant el juliol i l'agost de 2008. Va repetir durant aquests mesos de 2009, amb Jordi Eroles, i de 2010, amb Pol Marsà. A mitjans de gener de 2011, va començar a presentar el Telenotícies vespre amb en Ramon Pellicer, a causa de la baixa per maternitat de Raquel Sans. També ha format part de l'equip de conducció del 3/24.
Va presentar durant diversos mesos Els matins (TV3), juntament amb Josep Cuní. Arran de la incorporació de Cuní a 8tv, va posar-se al capdavant del programa el 5 de setembre de 2011, juntament amb Helena Garcia Melero, fins al 20 de gener de 2014. Era l'encarregada de conduir principalment el primer bloc del programa, que consta de l'informatiu, l'entrevista i la tertúlia. El 16 de desembre de 2012 va presentar la Marató de TV3 contra el càncer, juntament amb Òscar Dalmau. Entre 2014 i 2015 va presentar i subdirigir una cinquantena de programes de l'espai informatiu i de debat nocturn .Cat, també a TV3, dirigit per Manel Sarrau, i en 2019 va començar a presentar el TN Matí. El setembre de 2022 va tornar a presentar Els matins, en substitució de Lídia Heredia.
El desembre de 2022 va presentar una nova edició de la Marató de TV3, en aquest cas per la salut cardiovascular, juntament amb Helena Garcia Melero i Agnès Marquès.
Al llarg de la seva carrera també ha conduït especials informatius de Televisió de Catalunya com la presa de possessió com a president dels Estats Units de Barack Obama, la manifestació "Som una nació. Nosaltres decidim", la visita de Benet XVI a Barcelona, les eleccions al Parlament de Catalunya de 2010, la presa de possessió com a president de Catalunya d'Artur Mas o la manifestació "Catalunya, nou estat d'Europa".